# Jörgen Brink
Jörgen Brink (født 10. marts 1974 i Delsbo, Sverige) er en svensk langrendsudøver og skiskytte.

## Resultater
- Tre VM-bronze i 2003, Val di Fiemme, Italien.
- Tre sejre i Vasaløbet, 2010, 2011 og 2012.